# Pendé (Somme)
Pour les articles homonymes, voir Pendé.
Pendé est une commune française située dans le département de la Somme, en région Hauts-de-France.
Depuis le 28 juillet 2020, la commune fait partie du parc naturel régional Baie de Somme - Picardie maritime.
La commune fait aussi partie des villages labellisés Pays d'art et d'histoire qui œuvrent à mettre en avant leur patrimoine,.

## Géographie

### Localisation
Pendé est un village picard du Vimeu.
Limitrophe de Saint-Valery-sur-Somme, la localité est située à 8 km au nord de Friville-Escarbotin, 17 km au nord-est d'Eu-Le Tréport, 19 km au nord-ouest d'Abbeville et à 59 km au nord-ouest d'Amiens à vol d'oiseau.
Le territoire de la commune est limitrophe de ceux de six communes.
Les communes limitrophes sont Arrest, Estrébœuf, Lanchères, Nibas, Saint-Blimont et Saint-Valery-sur-Somme.

### Risques naturels
La localité est très concernée par la défense contre la mer, liée au réchauffement climatique. Le renforcement des digues et notamment celle dite de la Gaîté est une préoccupation du village.
La commune présente un risque de submersion marine.

### Hydrographie

#### Réseau hydrographique
La commune est située dans le bassin Artois-Picardie. Elle est drainée par l'Amboise d'où elle prend sa source, et divers autres petits cours d'eau.

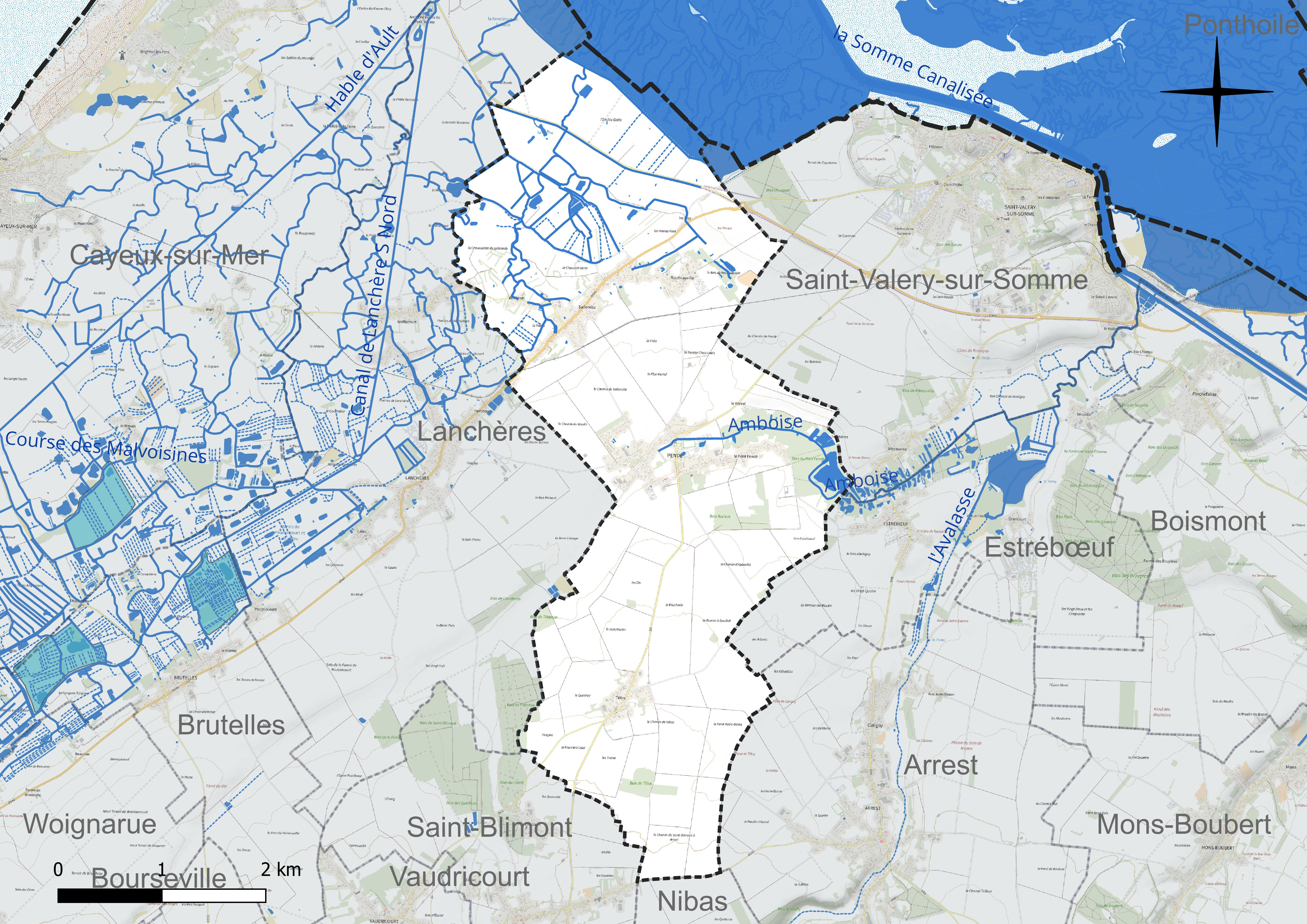
Réseau hydrographique de Pendé.

#### Gestion et qualité des eaux
Le territoire communal est couvert par le schéma d'aménagement et de gestion des eaux (SAGE) « Somme aval et Cours d'eau côtiers ». Ce document de planification concerne un territoire de 1 835 km2 de superficie, délimité par le bassin versant de la Somme canalisée. Le périmètre a été arrêté le 29 avril 2010 et le SAGE proprement dit a été approuvé le 6 août 2019. La structure porteuse de l'élaboration et de la mise en œuvre est le syndicat mixte d'aménagement hydraulique du bassin versant de la Somme (AMEVA).
La qualité des cours d'eau peut être consultée sur un site dédié géré par les agences de l'eau et l'Agence française pour la biodiversité.

### Climat
Pour des articles plus généraux, voir Climat des Hauts-de-France et Climat de la Somme.
En 2010, le climat de la commune est de type climat océanique franc, selon une étude du CNRS s'appuyant sur une série de données couvrant la période 1971-2000. En 2020, Météo-France publie une typologie des climats de la France métropolitaine dans laquelle la commune est exposée à un climat océanique et est dans la région climatique Côtes de la Manche orientale, caractérisée par un faible ensoleillement (1 550 h/an) ; forte humidité de l'air (plus de 20 h/jour avec humidité relative > 80 % en hiver), vents forts fréquents.
Pour la période 1971-2000, la température annuelle moyenne est de 10,7 °C, avec une amplitude thermique annuelle de 13,3 °C. Le cumul annuel moyen de précipitations est de 813 mm, avec 12,9 jours de précipitations en janvier et 8,4 jours en juillet. Pour la période 1991-2020, la température moyenne annuelle observée sur la station météorologique la plus proche, située sur la commune de Cayeux-sur-Mer à 7 km à vol d'oiseau, est de 11,4 °C et le cumul annuel moyen de précipitations est de 761,1 mm,. Pour l'avenir, les paramètres climatiques de la commune estimés pour 2050 selon différents scénarios d'émission de gaz à effet de serre sont consultables sur un site dédié publié par Météo-France en novembre 2022.

## Urbanisme

### Typologie
Au 1er janvier 2024, Pendé est catégorisée commune rurale à habitat dispersé, selon la nouvelle grille communale de densité à sept niveaux définie par l'Insee en 2022.
Elle est située hors unité urbaine et hors attraction des villes,.
La commune, bordée par la Manche, est également une commune littorale au sens de la loi du 3 janvier 1986, dite loi littoral. Des dispositions spécifiques d'urbanisme s'y appliquent dès lors afin de préserver les espaces naturels, les sites, les paysages et l'équilibre écologique du littoral, tel le principe d'inconstructibilité, en dehors des espaces urbanisés, sur la bande littorale des 100 mètres, ou plus si le plan local d'urbanisme le prévoit.

### Occupation des sols
L'occupation des sols de la commune, telle qu'elle ressort de la base de données européenne d'occupation biophysique des sols Corine Land Cover (CLC), est marquée par l'importance des territoires agricoles (88,5 % en 2018), une proportion identique à celle de 1990 (88,5 %). La répartition détaillée en 2018 est la suivante :
terres arables (75,4 %), prairies (10,7 %), zones urbanisées (6,1 %), forêts (3,6 %), zones agricoles hétérogènes (2,4 %), zones humides côtières (1,8 %). L'évolution de l'occupation des sols de la commune et de ses infrastructures peut être observée sur les différentes représentations cartographiques du territoire : la carte de Cassini (XVIIIe siècle), la carte d'état-major (1820-1866) et les cartes ou photos aériennes de l'IGN pour la période actuelle (1950 à aujourd'hui).

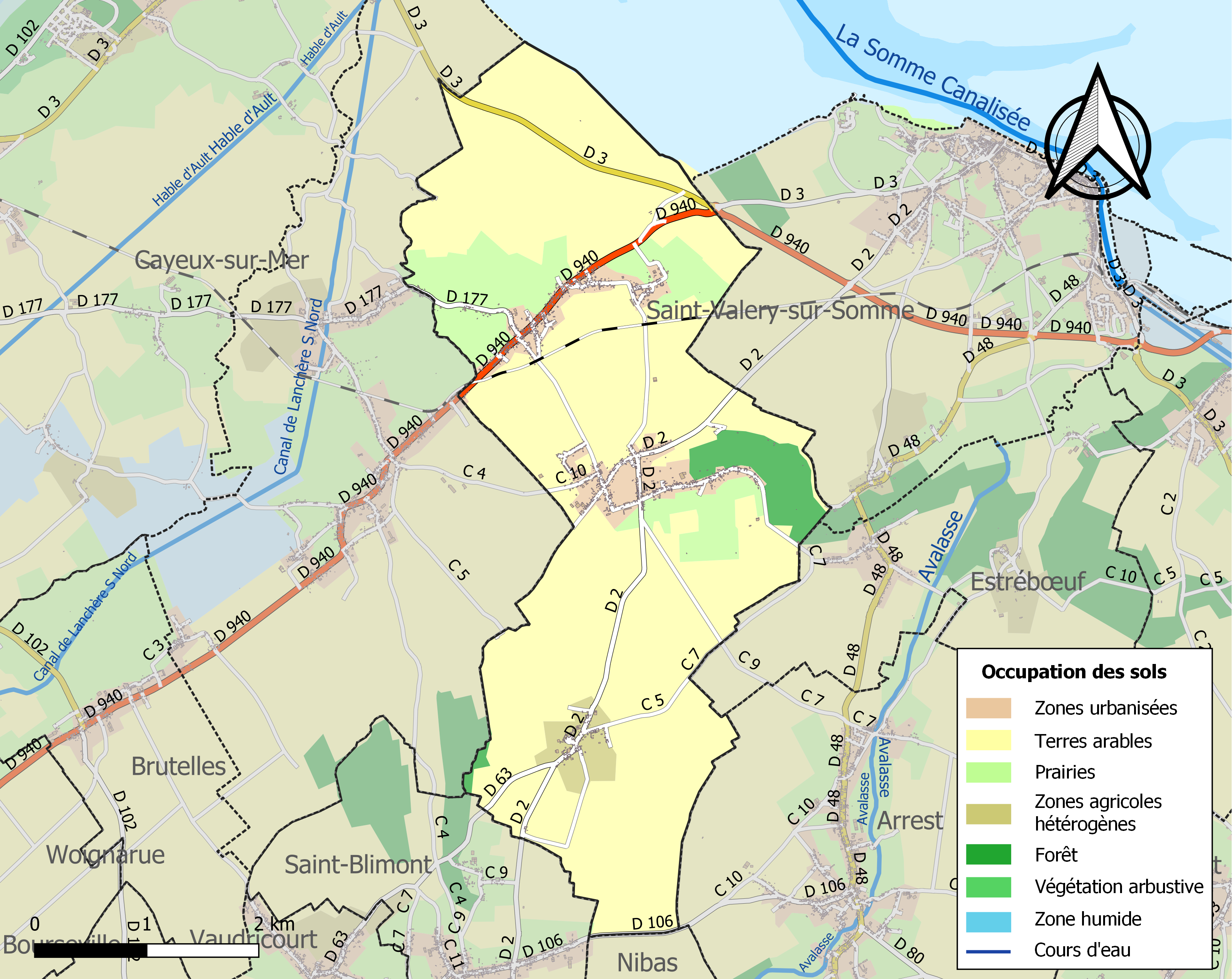
Carte des infrastructures et de l'occupation des sols de la commune en 2018 (CLC).

### Lieux-dits, hameaux et écarts
Tilloy et Sallenelle-Routhiauville-Bethléem sont deux hameaux de Pendé.

### Voies de communication et transports
La localité est desservie par les lignes d'autocars no 6 (Cayeux - Saint-Valery - Abbeville) et no 7 (Lanchères - Friville) du réseau Trans'80, Hauts-de-France, chaque jour de la semaine sauf le dimanche et les jours fériés.

## Toponymie
Pendeel et Pendeela au XIIe siècle, pour la même époque, sont relevés par Louandre, tandis que dom Grenier fournit Pendeellum et Pendée (1301.) ; Grand Pendé (1733) ; Pandé (1500-1636) ; Pendé-Salenelles (1763.) ; Pendé-le-Grand (1781.).
Le seigneur de Saint-Blimont aurait fait dresser une potence dans l'église. Le nom de la localité pourrait venir de « pendu ».

## Histoire
En 50 av. J-C, César part à la conquête de l'Angleterre, il réunit une partie de ses embarcations à Routhiauville.
Jusqu'au XVIIIe siècle, Sallenelle était un lieu de production de sel, d'où son nom.
Le marquis de Saint-Blimont avait son château dans le village. Vendu comme bien national à la Révolution, cet édifice est détruit peu de temps après. Il n'en reste que des dépendances et un long mur, près de l'église.

## Politique et administration
| Période                                  | Période                   | Identité            | Étiquette | Qualité                                                                           |
| ---------------------------------------- | ------------------------- | ------------------- | --------- | --------------------------------------------------------------------------------- |
| Les données manquantes sont à compléter. |                           |                     |           |                                                                                   |
| 1971                                     | 1983                      | Désiré Chevalier    |           |                                                                                   |
| 1983                                     | 1995                      | Jean-Claude Blondin |           |                                                                                   |
| 1995                                     | En cours (au 26 mai 2020) | Bernard Ducrocq     | DVD       | Vice-président de la CC Baie de Somme Sud (2014 →) Réélu pour le mandat 2020-2026 |

### Tendances politiques et résultats
| Scrutin              | 1er tour | 1er tour | 1er tour | 1er tour | 1er tour | 1er tour | 1er tour | 1er tour | 1er tour | 1er tour | 1er tour | 1er tour |     | 2e tour | 2e tour | 2e tour | 2e tour | 2e tour | 2e tour | 2e tour | 2e tour | 2e tour |
| Scrutin              | 1er      | 1er      | %        | 2e       | 2e       | %        | 3e       | 3e       | %        | 4e       | 4e       | %        | 1er | 1er     | %       | 2e      | 2e      | %       | 3e      | 3e      | %       |         |
| -------------------- | -------- | -------- | -------- | -------- | -------- | -------- | -------- | -------- | -------- | -------- | -------- | -------- | --- | ------- | ------- | ------- | ------- | ------- | ------- | ------- | ------- | ------- |
| Municipales 2020     |          | DVD      | 55,92    |          | SE       | 34,81    |          | RN       | 9,25     |          |          |          |     |         |         |         |         |         |         |         |         |         |
| Départementales 2021 |          | UCD      | 40,00    |          | DVG      | 28,92    |          | RN       | 22,46    |          | UGE      | 8,62     |     | UCD     | 75,08   |         | UGE     | 24,92   |         |         |         |         |
| Régionales 2021      |          | UCD      | 50,94    |          | RN       | 26,42    |          | UGE      | 10,06    |          | LREM     | 6,60     |     | UCD     | 61,47   |         | RN      | 27,52   |         | UGE     | 11,01   |         |
| Présidentielle 2022  |          | RN       | 41,53    |          | LREM     | 26,24    |          | LFI      | 9,45     |          | REC      | 5,85     |     | RN      | 61,76   |         | LREM    | 38,24   |         |         |         |         |
| Législatives 2022    |          | RN       | 36,76    |          | LR       | 27,13    |          | LREM     | 18,38    |          | PCF      | 11,38    |     | RN      | 52,16   |         | LR      | 47,84   |         |         |         |         |
| Européennes 2024     |          | RN       | 49,30    |          | DVD      | 15,97    |          | RE       | 9,18     |          | LR       | 6,79     |     |         |         |         |         |         |         |         |         |         |
| Législatives 2024    |          | RN       | 55,33    |          | LR       | 27,67    |          | PCF      | 11,17    |          | HOR      | 4,17     |     | RN      | 59,70   |         | LR      | 40,30   |         |         |         |         |

## Population et société

### Démographie

#### Évolution démographique
L'évolution du nombre d'habitants est connue à travers les recensements de la population effectués dans la commune depuis 1793. Pour les communes de moins de 10 000 habitants, une enquête de recensement portant sur toute la population est réalisée tous les cinq ans, les populations de référence des années intermédiaires étant quant à elles estimées par interpolation ou extrapolation. Pour la commune, le premier recensement exhaustif entrant dans le cadre du nouveau dispositif a été réalisé en 2008.

En 2022, la commune comptait 1 035 habitants, en évolution de −4,43 % par rapport à 2016 (Somme : −1,26 %, France hors Mayotte : +2,11 %).
| 1793  | 1800 | 1806 | 1821  | 1831  | 1836  | 1841  | 1846  | 1851  |
| ----- | ---- | ---- | ----- | ----- | ----- | ----- | ----- | ----- |
| 1 014 | 844  | 938  | 1 109 | 1 240 | 1 176 | 1 180 | 1 278 | 1 285 |

| 1856  | 1861  | 1866  | 1872  | 1876  | 1881  | 1886  | 1891  | 1896  |
| ----- | ----- | ----- | ----- | ----- | ----- | ----- | ----- | ----- |
| 1 327 | 1 417 | 1 533 | 1 421 | 1 418 | 1 429 | 1 337 | 1 354 | 1 324 |

| 1901  | 1906  | 1911  | 1921  | 1926  | 1931  | 1936  | 1946  | 1954  |
| ----- | ----- | ----- | ----- | ----- | ----- | ----- | ----- | ----- |
| 1 374 | 1 335 | 1 274 | 1 201 | 1 187 | 1 145 | 1 134 | 1 026 | 1 092 |

| 1962  | 1968  | 1975  | 1982  | 1990  | 1999 | 2006  | 2008  | 2013  |
| ----- | ----- | ----- | ----- | ----- | ---- | ----- | ----- | ----- |
| 1 104 | 1 099 | 1 052 | 1 043 | 1 055 | 980  | 1 101 | 1 135 | 1 101 |

| 2018  | 2022  | - | - | - | - | - | - | - |
| ----- | ----- | - | - | - | - | - | - | - |
| 1 054 | 1 035 | - | - | - | - | - | - | - |

Le maximum de la population a été atteint en 1866 avec 1 533 habitants.

#### Pyramide des âges
En 2018, le taux de personnes d'un âge inférieur à 30 ans s'élève à 28,8 %, soit en dessous de la moyenne départementale (36,4 %). À l'inverse, le taux de personnes d'âge supérieur à 60 ans est de 34,8 % la même année, alors qu'il est de 26,0 % au niveau départemental.
En 2018, la commune comptait 514 hommes pour 540 femmes, soit un taux de 51,23 % de femmes, légèrement inférieur au taux départemental (51,49 %).
Les pyramides des âges de la commune et du département s'établissent comme suit.
| Hommes | Classe d’âge | Femmes |
| ------ | ------------ | ------ |
| 0,2    | 90 ou +      | 1,5    |
| 7,8    | 75-89 ans    | 10,6   |
| 24,7   | 60-74 ans    | 24,6   |
| 20,8   | 45-59 ans    | 21,7   |
| 16,7   | 30-44 ans    | 13,7   |
| 15,2   | 15-29 ans    | 13,3   |
| 14,6   | 0-14 ans     | 14,6   |

| Hommes | Classe d’âge | Femmes |
| ------ | ------------ | ------ |
| 0,6    | 90 ou +      | 1,8    |
| 6,7    | 75-89 ans    | 9,4    |
| 17,2   | 60-74 ans    | 18,1   |
| 19,8   | 45-59 ans    | 19,1   |
| 18,2   | 30-44 ans    | 17,5   |
| 19,4   | 15-29 ans    | 18     |
| 18,2   | 0-14 ans     | 16,2   |

### Enseignement
Pour l'année scolaire 2023-2024, la commune comporte une école primaire de trois classes, classée en zone B, dans l'académie d'Amiens.

## Culture locale et patrimoine

### Lieux et monuments
- Église Saint-Martin. Cette église comporte des blochets sculptés. L'un d'eux représente en particulier un joueur de pipasso avec son instrument. Le pipasso est la cornemuse picarde dont un groupe organise le retour dans les villages : Amuséon.
- Oratoire de Tilloy. Il contenait une statuette en bois de Notre-Dame-de-Pitié, datée du XVe siècle, volée en mai 1979[40].
- Château dans son parc arboré.

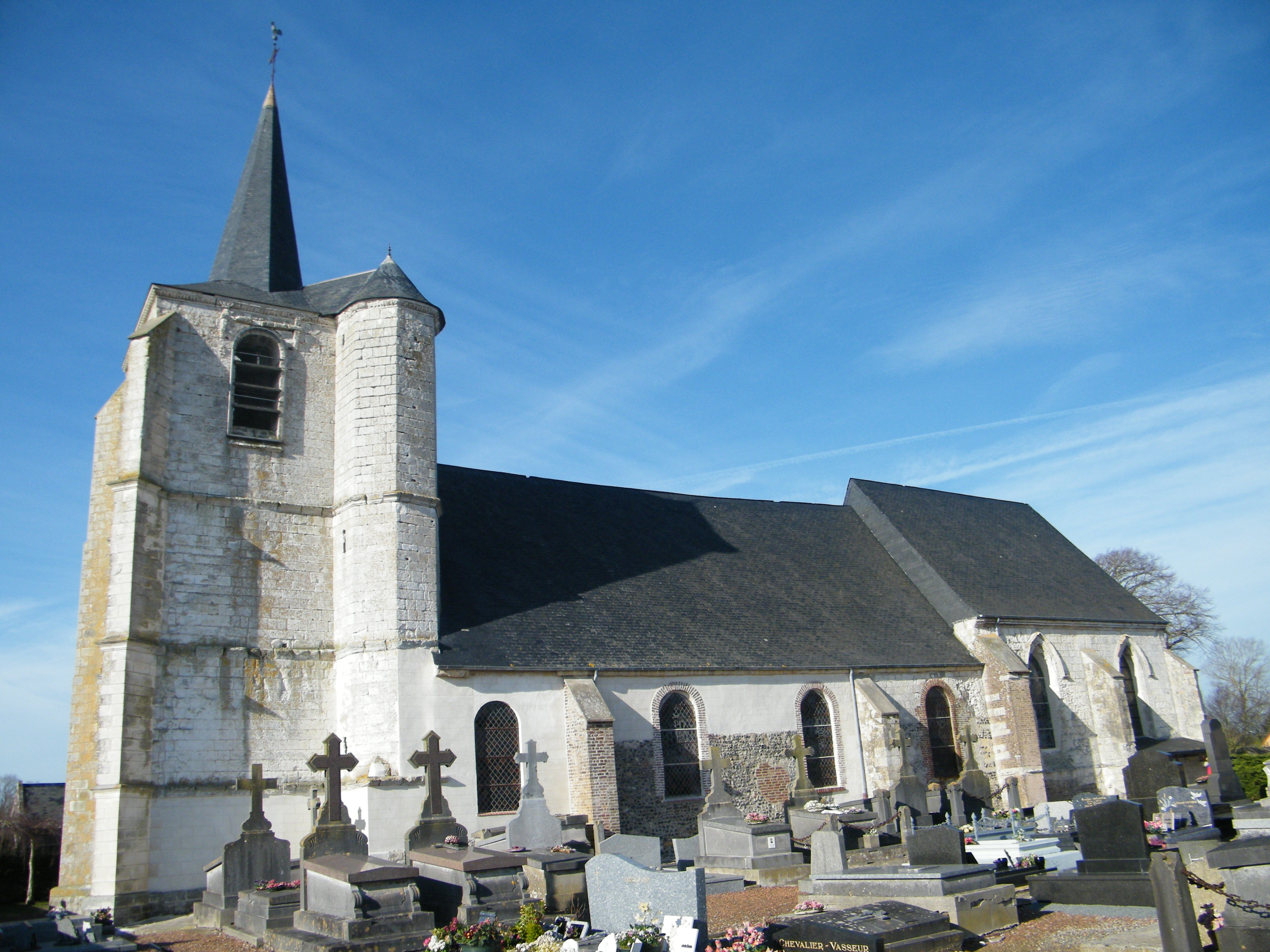
Église de Pendé.
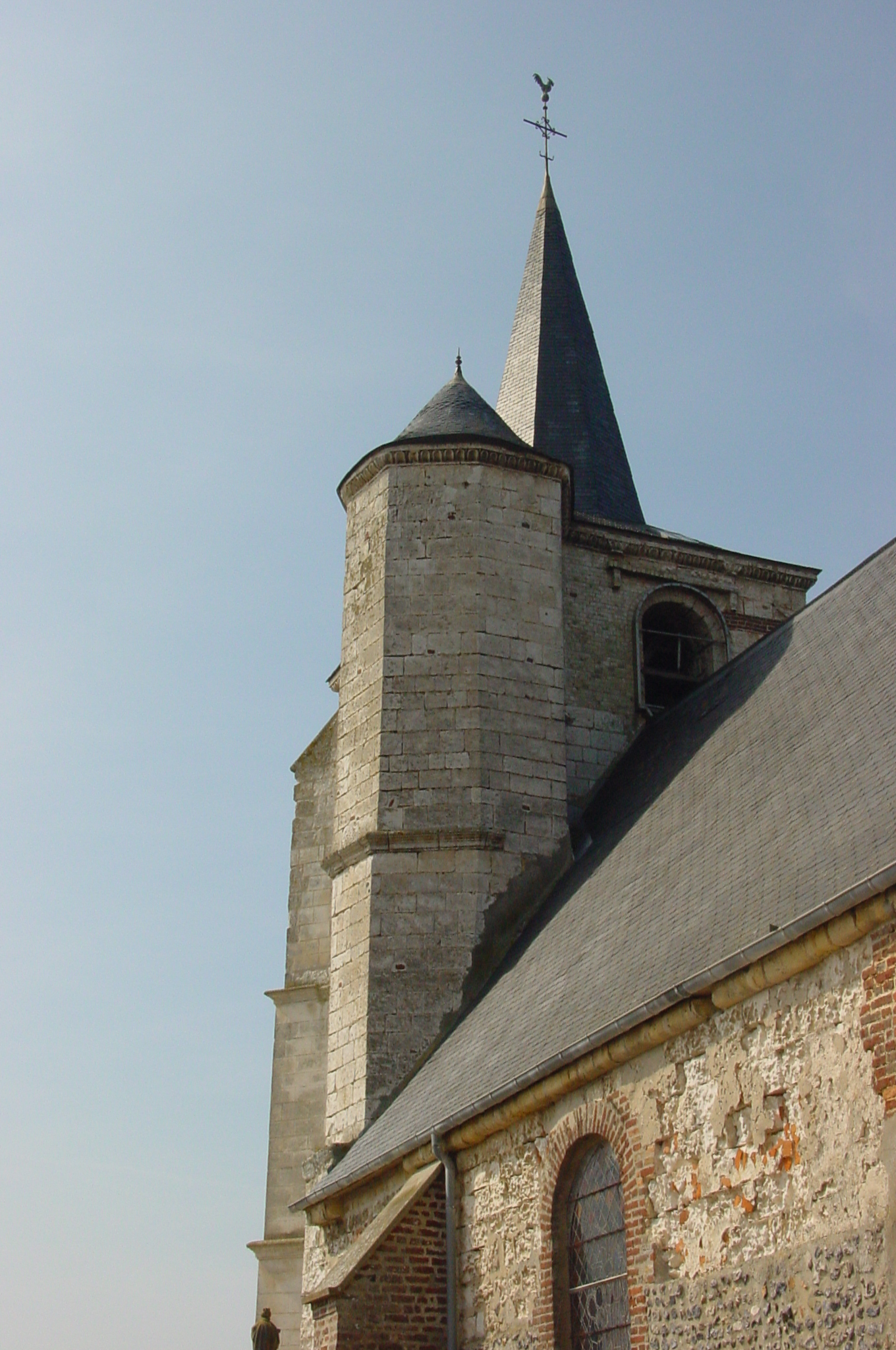
Clocher.
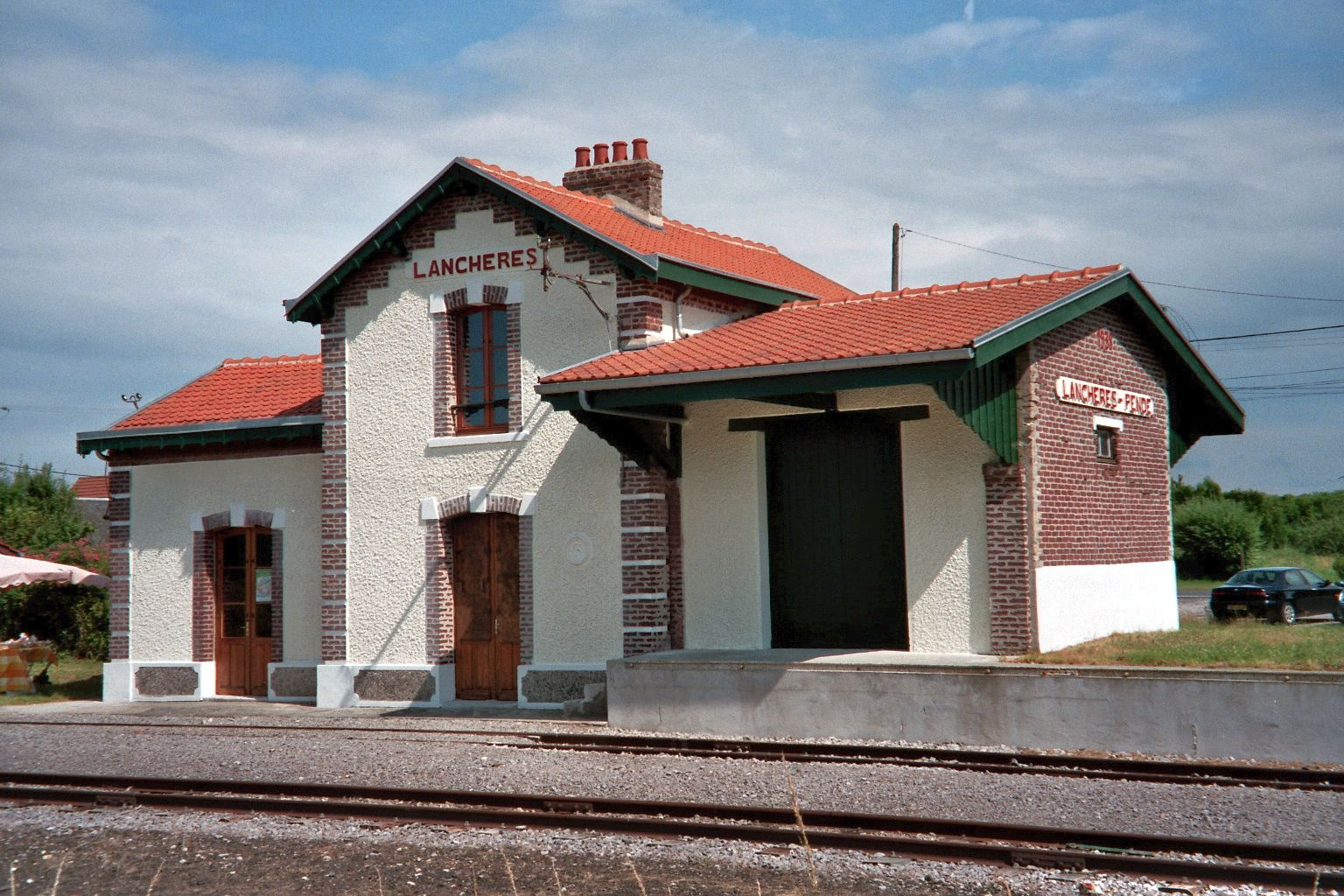
Gare de Lanchères-Pendé.
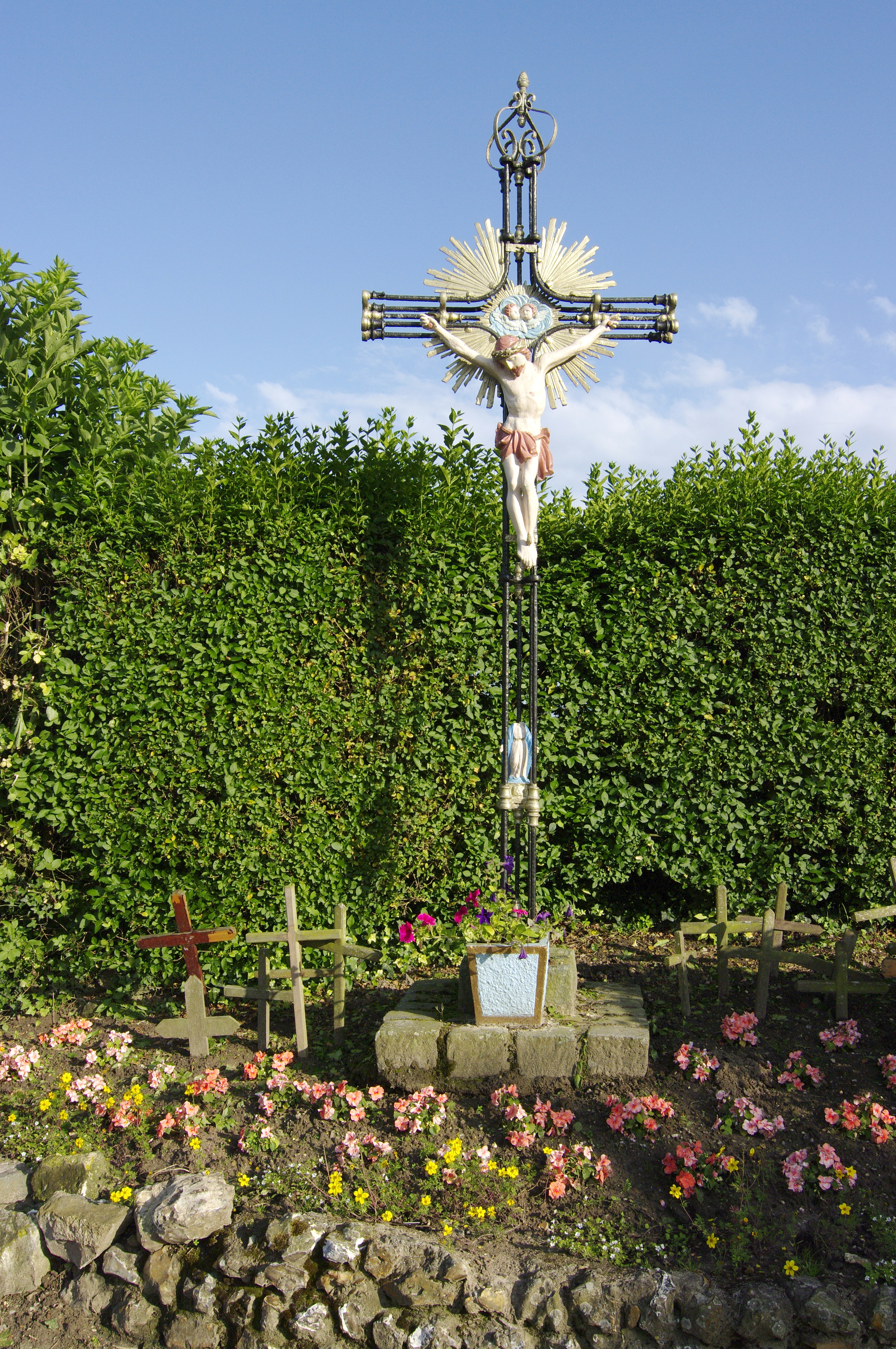
Calvaire avec ses croisettes.
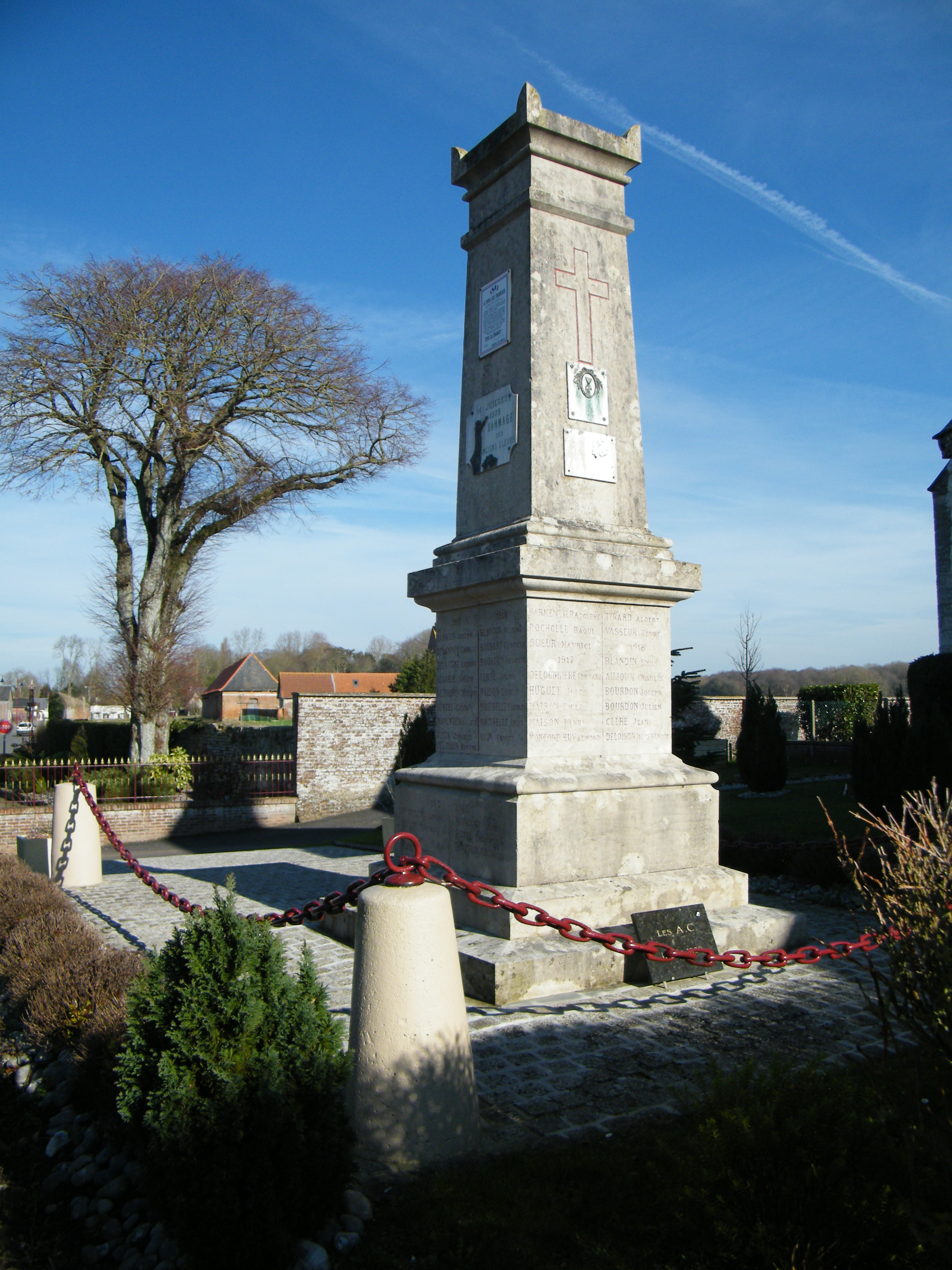
Monument aux morts.
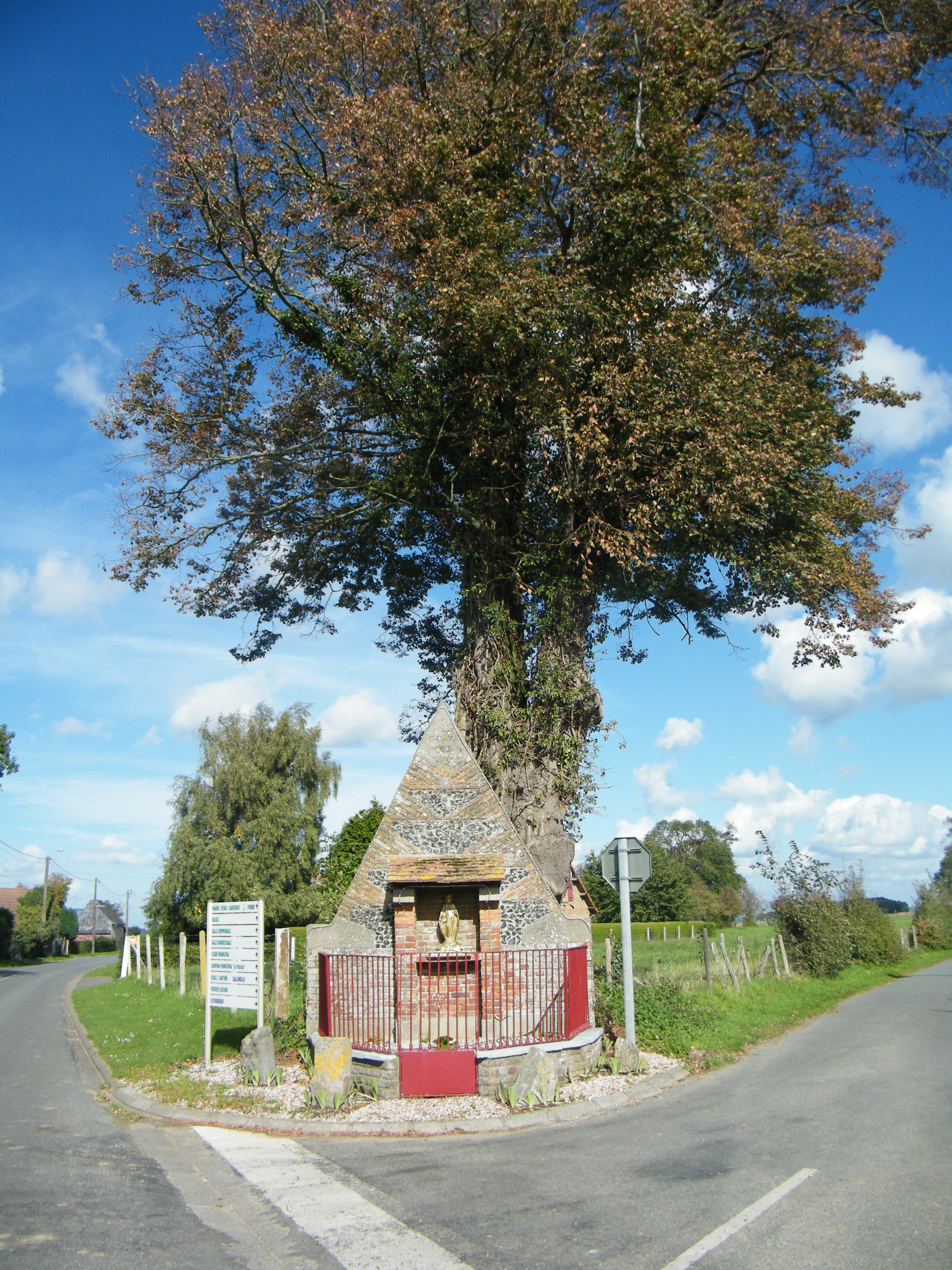
Oratoire à Tilloy.
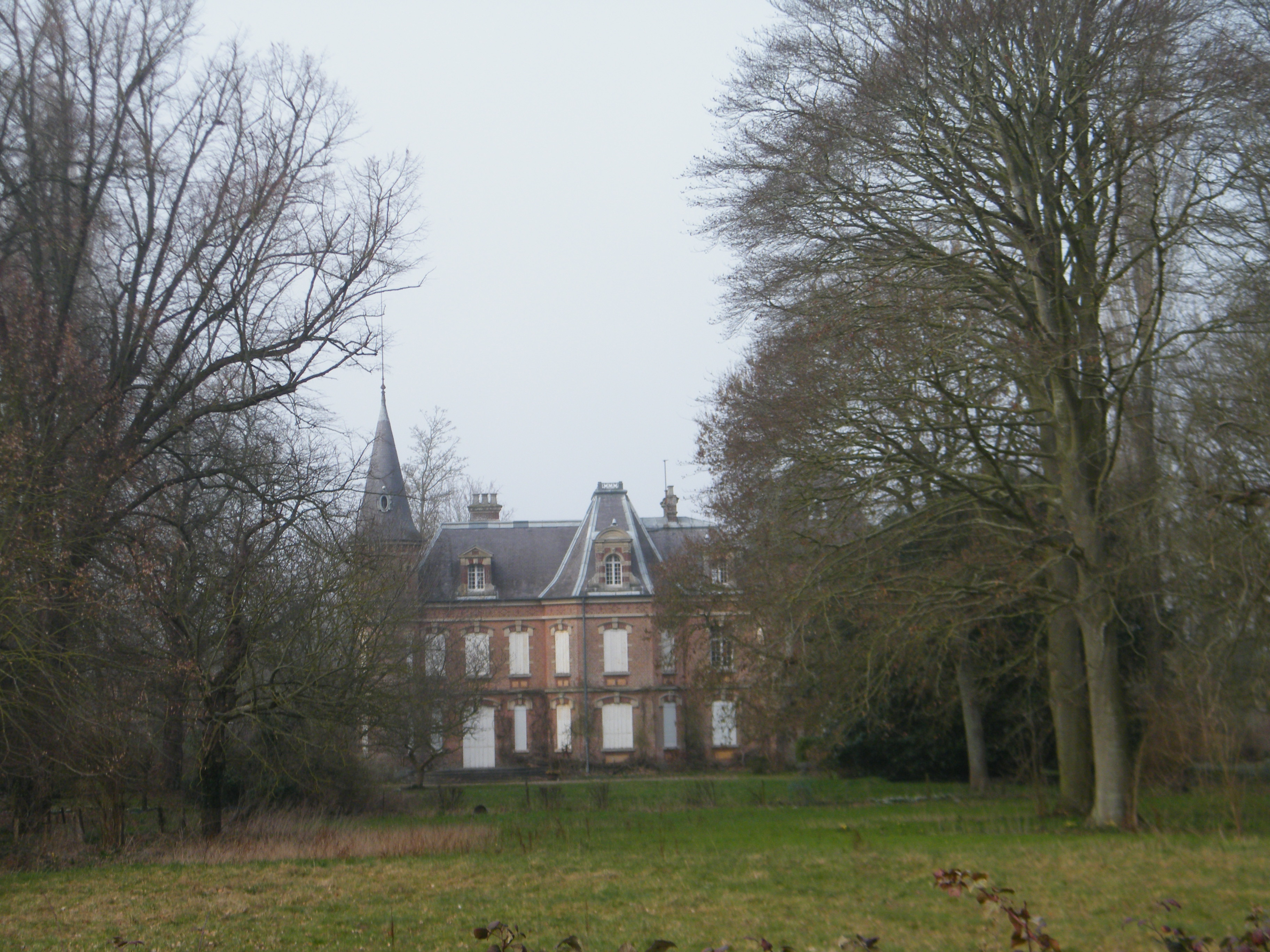
Château de Pendé.

### Autres
La discothèque Le France se trouve sur le territoire de la commune. C'est l'une des dernières discothèques de la Côte Picarde et du nord de la France.